# Nāḩiyat Sarmīn
Nāḩiyat Sarmīn (arabiska: ناحية سرمين) är ett subdistrikt i Syrien.   Det ligger i provinsen Idlib, i den nordvästra delen av landet, 270 km norr om huvudstaden Damaskus.
Trakten runt Nāḩiyat Sarmīn består till största delen av jordbruksmark. Runt Nāḩiyat Sarmīn är det ganska tätbefolkat, med 179 invånare per kvadratkilometer.